# Eerste Chinees-Japanse Oorlog
De Eerste Chinees-Japanse Oorlog (ook wel Eerste Sino-Japanse oorlog) was een oorlog die gevochten werd door Japan en China, die ontbrandde vanwege een onenigheid over keizerrijk Korea. Deze oorlog duurde van 1894 tot 1895 en liep uit op een overwinning van Japan, waarmee het de wereld verraste en China vernederde.

## De status van Korea voor de oorlog
Korea was een tribuutstaat van het Chinese Keizerrijk, net als Japan dat ook geweest is, al had Japan sinds 1549 geen tribuutmissies meer naar China gestuurd. Dit betekende dat tot het einde van de Tokugawa-periode een relatie tussen Japan en Korea mogelijk was, aangezien ze beide tribuutstaten waren.
Toen het Tokugawa-shogunaat echter ten einde kwam en de Meijiperiode begon, kwam deze relatie in gedrang. Toen Japan Korea inlichtte over de veranderingen die werden doorgevoerd, werden door Japan bepaalde begrippen en termen gebruikt die de Koreanen in het verkeerde keelgat schoten. De Japanners bleken hun eigen leider meer te waarderen dan de Chinese, waardoor de Koreaanse leider schijnbaar niet voldoende gerespecteerd werd.
Korea nam hier aanstoot aan en Japan en Korea groeiden steeds meer uit elkaar. Japan werd een steeds moderner en Westerser land, terwijl Korea zich vasthield aan het traditionele, en een tribuutstaat van China bleef.

## Incidenten die aanleiding gaven tot de oorlog

### Het Jingo-incident
Het bestuur van Korea was in handen van de conservatieve en sterk pro-Chinese Daiinkun (大院君) partij. Hiernaast was er een liberale, hervormingsgezinde partij, die gesteund werd door de koningin. Deze wilde Korea hervormen naar Japans model.
In 1882 brak in Seoel een grote muiterij uit onder de soldaten, aangespoord door de Daiinkun-partij. Enkele kopstukken van de hervormingsgezinde partij werden omgebracht en het gebouw waar de Japanse diplomatieke afvaardiging gevestigd was werd in brand gestoken.
Japan zond troepen naar Korea onder het voorwendsel landgenoten te willen repatriëren, omdat het gezien het politieke klimaat in Korea niet veilig zou zijn voor Japanners. Ook China zond troepen, met de bedoeling de vrede te bewaren. Het kwam tot enkele gevechten tussen Japan en China, maar de vijandelijkheden waren van korte duur.
In augustus 1882 werd het verdrag van Chemulpo (ook wel het verdrag van Saimoppo genoemd) getekend. In dit verdrag werd bepaald dat Japan een schadevergoeding van China zou ontvangen voor de geleden verliezen. Ook werd er bepaald dat Japan soldaten zou mogen stationeren rond zijn diplomatieke afvaardiging.
In de Koreaanse politiek voltrokken zich ook enkele belangrijke veranderingen. De Daiinkun werd verbannen naar China, en de hervormingsgezinde partij was niet langer geïnteresseerd om Korea te hervormen naar Japans model, maar leunde nu meer en meer naar China.

### Het verdrag van Tientsin
In Korea waren weer twee tegenovergestelde politieke groeperingen. Er was de Daijitō (大事党), die pro-Chinees was. Hiertegenover stond de pro-Japanse Dokuritsu-tō (独立党).
In 1884 probeerde de Dokuritsu-tō een staatsgreep uit te voeren. Deze staatsgreep was echter gedoemd te mislukken wegens een tekort aan mensen en een gebrek aan steun van Japan. Er waren zo'n 600 Japanse troepen in Korea, tegenover zo'n 2000 Chinese. De Japanse ambassade kwam alweer in de vuurlinies terecht.
In april 1885 trok Itō Hirobumi naar Tientsin, China, om er met de Chinese minister van buitenlandse zaken Li Hongzhang te onderhandelen. Deze onderhandelingen leidden tot het verdrag van Tientsin. Dit verdrag omvatte de volgende punten:
- Zowel China als Japan zouden hun troepen uit Korea terugtrekken.
- China noch Japan zou militaire adviseurs naar Korea sturen.
- Als China of Japan toch troepen naar Korea zou sturen zou eerst het andere land ingelicht worden.

Dit verdrag had als gevolg dat Korea nu officieel geen tribuutstaat van China meer was.

### De Tonghak-rebellie
In februari 1894 brak in Jeolla, een provincie in het zuidwesten van Korea, de Tonghak-rebellie uit. Tonghak (de Partij van de Oosterse Wijsheid) was een sekte die zich baseerde op elementen van het Boeddhisme, Taoïsme en Confucianisme. Deze sekte was sterk gekant tegen alles wat Westers was. Deze rebellie begon met anti-Japanse en anti-buitenlandse betogingen, maar mondde al snel uit tot een regelrechte burgeroorlog.
Om het hoofd te kunnen bieden aan de opstandelingen vroeg de Koreaanse overheid aan China om troepen te sturen. De Chinezen gingen op deze vraag in, en stelden Japan op de hoogte, zoals bepaald in het verdrag van Tientsin. Toen op 2 juli 1894 (vijf dagen voor China dit officieel zou meedelen) Japan te horen kreeg van de inzet van Chinese troepen, riep Itō Hirobumi, toenmalig premier, een speciale vergadering van het kabinet samen. Er werd unaniem beslist Japanse troepen naar Korea te sturen om "de balans der macht tussen Japan en China in evenwicht te houden".
Deze beslissingen zorgden ervoor dat Japanse en Chinese troepen weer tegenover elkaar stonden. De Eerste Chinees-Japanse Oorlog stond op het punt uit te breken.

## Het verloop van de oorlog

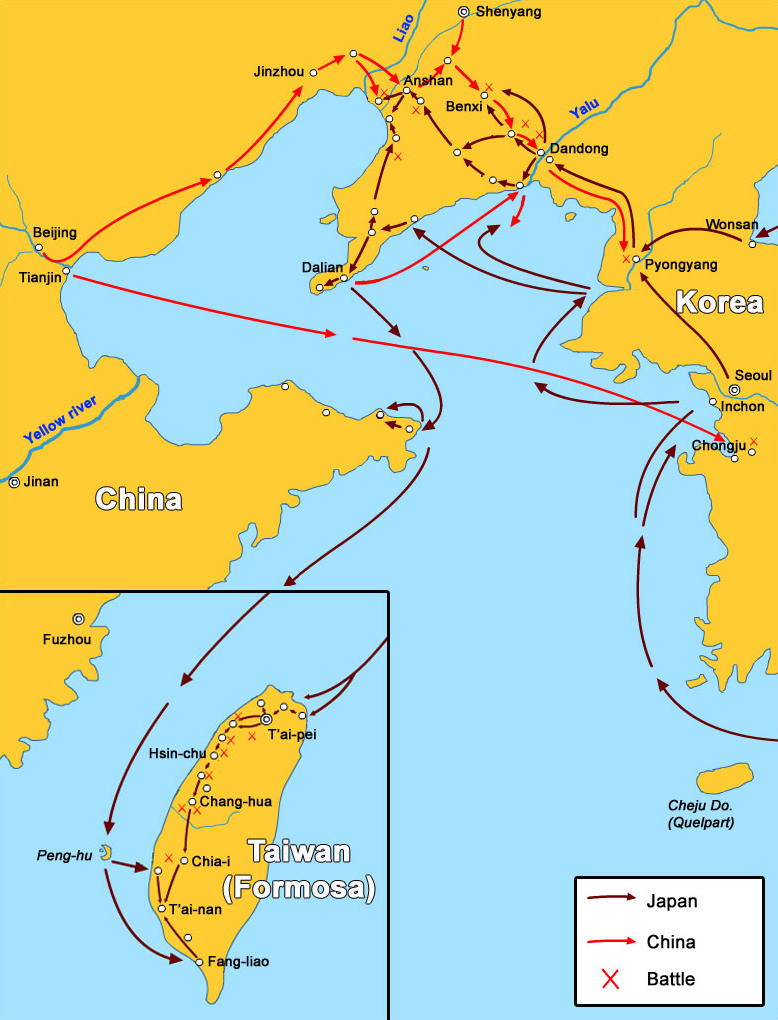
Kaart van slagen en troepen verplaatsingen in de Eerste Chinees-Japanse Oorlog

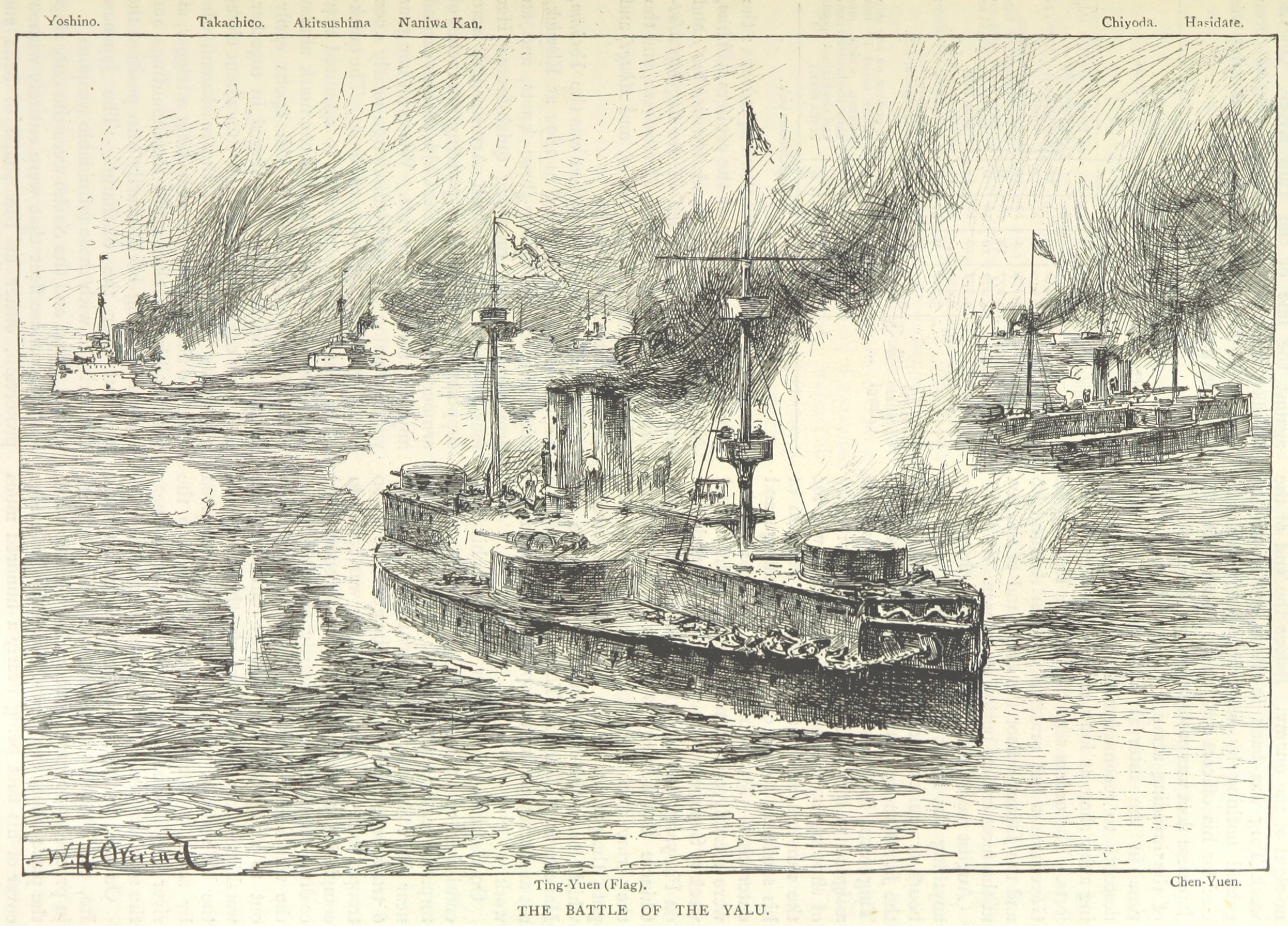
Chinese slagschepen Dingyuan en Zhenyuan tijdens de slag voor de Yalu of groene rivier

Nadat de Tonghak-rebellie was gestopt, wilde China noch Japan zijn troepen uit Korea terugtrekken. Op 1 augustus 1894 verklaarde Japan officieel de oorlog aan China. Dat wil echter niet zeggen dat er pas vanaf die datum gevochten werd.
Op 25 juli 1894 kwamen enkele Japanse oorlogsschepen onverwacht tegenover een Chinees transportschip (onder Britse vlag) dat zo'n 1.500 Chinese soldaten vervoerde. De Japanse schepen brachten dit schip, de Kowshing genaamd, tot zinken en weigerden overlevende Chinese troepen te redden. Enkel de Britse kapitein en zijn bemanning werden door Togo Heihachiro, de commandant van de Japanse schepen, gered.
Zo'n 20.000 Chinese troepen werden naar Korea gestuurd, en de Peiyang-vloot met het vlaggenschip Dingyuan was een serieuze dreiging voor de Japanse vloot. Yamagata Aritomo, commandant van het Eerste Leger, besloot op 12 september met drie divisies te landen te Inchon. Op 15 september werd een aanval bevolen tegen het Chinese leger ter hoogte van Pyongyang. 24 uur later was Pyongyang in Japanse handen.
Op 17 september behaalde de Japanse marine een grote overwinning in de Gele Zee. Vijf Chinese slagschepen werden vernietigd, een ernstig verlies voor de Chinese Peiyang-vloot. Door deze overwinning verkreeg Japan de controle over de Gele Zee.
Op 24 oktober stak Yamagata's Eerste Leger de Yalu over, richting Mantsjoerije. Net een dag eerder landde het Tweede Leger te Liaodong. Nog geen vier weken later veroverde dit Port Arthur. Dit betekende dat ruim twee maanden na het begin van de oorlog, Japan zo goed als volledige controle had over Korea.
Hoewel Yamagata plannen had verder te trekken richting Peking, werd al snel afgezien van dit plan, om geen interventie van de grote Westerse mogendheden uit te lokken.

## De vredesonderhandelingen en het verdrag van Shimonoseki
Op 20 maart 1895 begonnen te Shimonoseki de vredesonderhandelingen tussen China en Japan. Li Hongzhang, die al over de zeventig was, vertegenwoordigde China; de onderhandelaars voor Japan waren Itō Hirobumi en Mutsu Munemitsu.
Op 24 maart werd de Chinese vertegenwoordiger door een Japanner neergeschoten en raakte zwaargewond. Nu aanvaardde Mutsu een staakt-het-vuren. Het echte vredesverdrag werd ondertekend door beide partijen op 17 april 1895. Het Verdrag van Shimonoseki omvatte onder andere de volgende punten:
- China aanvaardde de volledige onafhankelijkheid van Korea.
- China zou Taiwan, de Pescadores en het zuidelijk gedeelte van de provincie Fiengtien op het schiereiland Liaotung aan Japan afstaan.
- China zou Japan 200 miljoen tael (een tael is ongeveer 40 gram zilver) betalen.
- Vier havens en steden zouden worden opengesteld voor Japanners: (Shashih, Chungking, Suzhou en Hangchow)
- een meestbegunstigingsclausule ten gunste van Japan

## Gevolgen van de oorlog

### De Drie Landen-Interventie
Op 23 april 1895 lieten de regeringen van Duitsland, Frankrijk en Rusland weten dat ze niet positief stonden tegenover de verwerving van het schiereiland Liaodong door Japan. Dit wordt De Drie Landen-Interventie (三国干渉) genoemd.
Uiteraard was Itō Hirobumi er niet echt happig op om het pas verworven schiereiland Liaodong terug te geven aan China. Toch werd op 4 mei op een ministeriële vergadering beslist akkoord te gaan met de vraag van de drie landen. De voornaamste reden hiervoor was om Rusland geen reden te geven tot vijandelijkheden over te gaan. De Japanse ambassadeur in de Verenigde Staten had namelijk vernomen van de Amerikaanse minister van Buitenlandse Zaken Walter Quintin Gresham dat "de Russische ambities hoog opliepen en het de ambitie had Mantsjoerije en noordelijk China te veroveren. Zo'n 30.000 Russische troepen zouden al in noordelijk China gestationeerd zijn."
Deze beslissing was uiteraard niet populair bij de Japanse bevolking. Mutsu Munemitsu schreef in zijn memoires dat een gevoel van 'excessieve trots' vervangen werd door een gevoel van 'ondraaglijke schaamte'.

### De situatie op Taiwan
In het Verdrag van Shimonoseki werd bepaald dat Taiwan aan Japan werd overgedragen. Hier waren de inwoners van Taiwan allesbehalve blij mee. Hoewel de oorlog voorbij was, stond Japan een gewapend conflict te wachten over de controle van Taiwan. Het zou tot 1902 duren voor de strijd ten einde kwam. Bijna evenveel mensen lieten hierbij het leven als bij de feitelijke Eerste Chinees-Japanse Oorlog.

### Japan ten aanzien van de Westerse wereld
Toen Japan China versloeg waren vele grote mogendheden met stomheid geslagen. Niemand had verwacht dat het kleine Japan het grote China zou kunnen overwinnen. Stilaan werd duidelijk dat Japan een ware grootmacht aan het worden was.